# Högre ändamål
Högre ändamål är en svensk film från 1921 i regi av Rune Carlsten. 

## Om filmen
Filmen premiärvisades 18 juli 1921 på Brunkebergsteatern i Stockholm. Filmen spelades in vid AB Skandias ateljéer i Stocksund med exteriörer från Långängen i Stocksund av Raoul Reynols. Som förlaga har man August Strindbergs novell Högre ändamål som ingår i novellsamlingen Svenska öden och äfventyr. Häfte 1 från 1882. Dramatenskådespelaren Ivar Nilsson gjorde i filmen sitt enda framträdande på vita duken.

## Rollista
- Ivar Nilsson – dominus Peder, sockenpräst
- Edith Erastoff – Maria, hans hustru
- Theodor Blick – ärkediakonen
- Jessie Wessel – Brita
- Mathias Taube – Claus, hennes man
- Gösta Gustafson – broder Martin
- John Ekman – smeden
- Wilhelm Haquinius – Peders och Marias dräng
- Artur Rolén – bonde
- Siegfried Fischer – bonde
- Eric Magnusson – bonde